# 90125
90125 es el undécimo álbum de estudio de la banda británica de rock progresivo Yes, editado en 1983 por Atco Records.

## Detalles
Fue el primer álbum desde Drama, de 1980, y marcó el ingreso del guitarrista sudafricano Trevor Rabin, así como el regreso de Jon Anderson, y del tecladista Tony Kaye, cuya última participación en la banda había sido en 1971 con The Yes Album.
El título del disco proviene del Nº de catálogo internacional con que Atco Records publicaría al álbum en la mayoría de los países (7-90125-1, en formato LP).

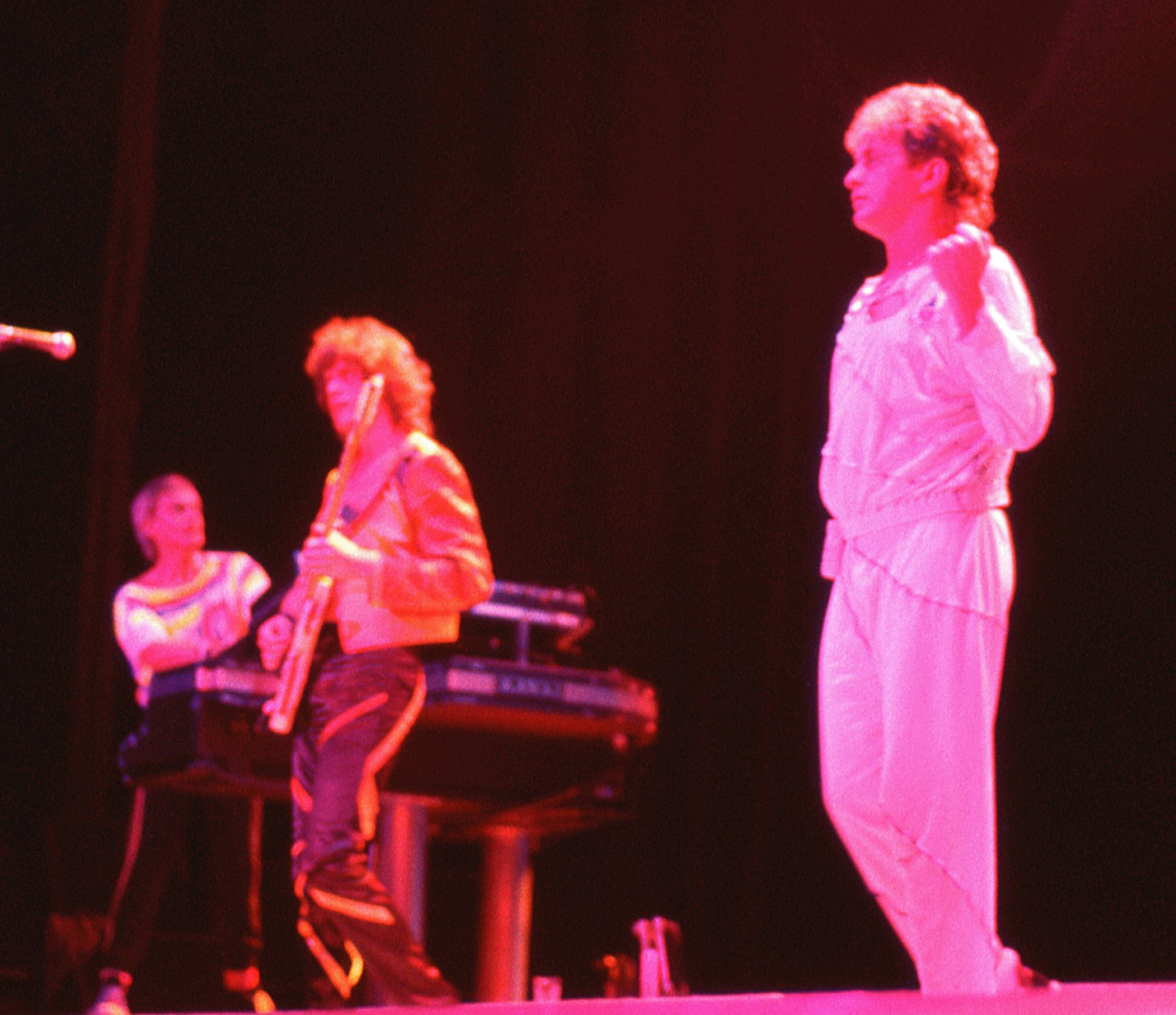
Yes en vivo en 1984 en el NEC Arena, Birmingham

El sencillo "Owner of a Lonely Heart" representó el primer -y único- hit single de Yes en llegar al Nº 1 en las listas de los EE. UU.
El éxito del sencillo empujó al LP al top 5 de la lista de álbumes, espaldarazo que llevó a 90125 al triple platino: sólo en Estados Unidos vendió 3 millones de copias, siendo el disco comercialmente más exitoso de la banda por lejos.
Otros de los numerosos temas de difusión, como "It Can Happen", "Leave It" o "Changes", también alcanzaron puestos altos en los charts de la Unión.

## Lista de temas
Lado A
1. Owner of a Lonely Heart (Anderson, Horn, Rabin, Squire) – 4:29
2. Hold On (Anderson, Rabin, Squire) – 5:16
3. It Can Happen (Anderson, Rabin, Squire) – 5:29
4. Changes (Anderson, Rabin, White) – 6:20

Lado B
1. Cinema (Kaye, Rabin, Squire, White) – 2:08
2. Leave It (Horn, Rabin, Squire) – 4:14
3. Our Song (Anderson, Kaye, Rabin, Squire, White) – 4:18
4. City of Love (Anderson, Rabin) – 4:51
5. Hearts (Anderson, Kaye, Rabin, Squire, White) – 7:39

## Personal
- Jon Anderson - voz líder, coros
- Chris Squire - bajo, coros
- Trevor Rabin - guitarra, voz
- Tony Kaye - teclados, sintetizadores, coros
- Alan White - batería, sámpler